# Herman van Swanevelt
Herman van Swanevelt (1603 Woerden – 1655 Paříž) byl vlámský barokní malíř a rytec.

## Životopis
Narodil se ve vlámském Woerdenu v rodině prosperujících řemeslníků, mezi jejichž předky patřil slavný malíř Lucas van Leyden. Kdo byl Swaneveltovým učitelem zůstává záhadou. Nová hypotéza naznačuje, že byl žákem Willema Buytewecha. Své první podepsané a datované dílo namaloval v roce 1623 v Paříži. V roce 1629 se přestěhoval do Říma, kde vytvořil mnoho krajinomaleb. Ve svých obrazech ukázal nový typ idylické, sluncem zalité krajiny, kde světlo odráží denní dobu. Byl možná jeden z prvních, kdo maloval krajiny bez biblických a mytologických témat. Swanevelt se stal členem uměleckého spolku Bentvueghels. Ve sdružení bylo zvykem každému přidělit přiléhavou přezdívku. Jeho přezdívka byla "Heremiet" (Poustevník). I když byl členem sdružení, dával přednost práci o samotě.
Rozvinul styl jiných vlámských umělců, Paula Brila a Cornelise van Poelenburcha, kteří zobrazování italské krajiny jako žánr v podstatě založili. Tento styl krajinomalby vstoupil do své klasické fáze po roce 1630 s příchodem Swanevelta a jeho přátel a současníků Pietera van Laera a Clauda Lorraina. Swaneveltovy obrazy si získaly velkou oblibu a rodina Barberiniů, papež Urban VIII. a Vatikán mu zadali práci na zakázce v klášteře Montecassino. Spolu s Lorrainem a dalšími maloval obrazy pro nový palác Filipa II. Španělského „Buen Retiro“ v Madridu.
V roce 1641 se vrátil do Paříže, kde už zůstal do konce života, kromě příležitostných návštěv rodného Woerdenu. V roce 1651 se stal členem Académie royale de peinture et de sculpture (Královská akademie malby a sochařství) v Paříži. Spolupracoval na výzdobě paláce Hôtel Lambert, vytvořil mnoho kreseb a leptů. Jeho patrony ve Francii byli kardinál Richelieu a král Ludvík XIV. Swanevelt žil v ulici Rue du Temple, kde také zemřel.

## Odkaz

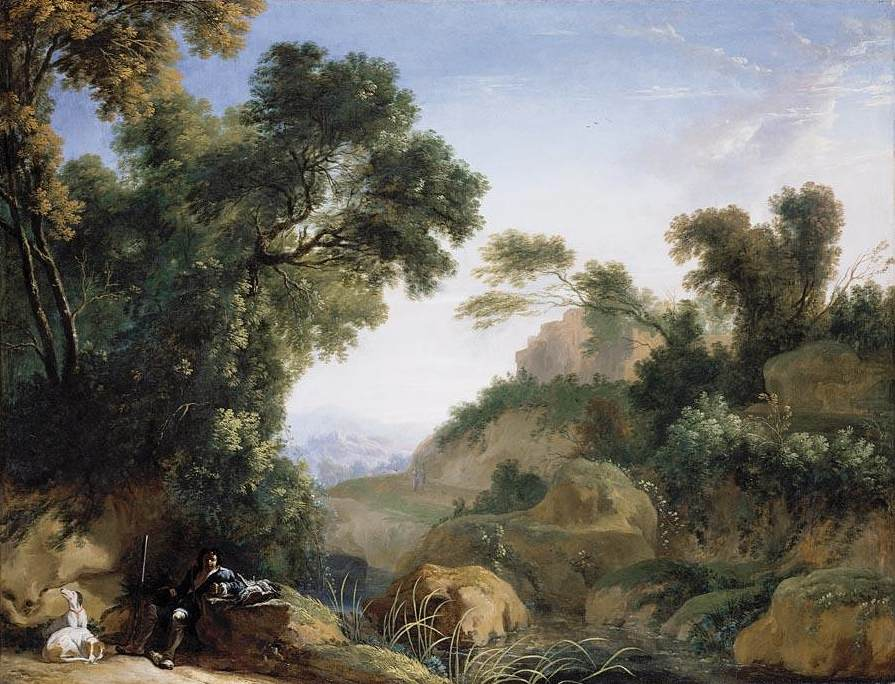
Odpočívající lovec

Po roce 1630 vývoj jeho malby probíhal paralelně s uměním Lorrainovým, v některých směrech jej dokonce předběhl. Během třicátých let Swanevelt zdokonalil svůj styl zobrazení idylické krajiny. Zanechal tak důležitý odkaz pro další generaci nizozemských malířů pracujících v Itálii, jako byl Cornelis van Poelenburch a Bartholomeus Breenbergh, a také jejich pokračovatelům, kteří napodobovali jeho monumentální kompozice a jeho využití jižního slunečního světla. V posledním desetiletí svého života podnikl Swanevelt několik výletů do Woerdenu. Maloval zde sice nizozemskou krajinu, ale s typickým jižním slunečním světlem.

## Dílo
Po dlouhou dobu jediné nástěnné malby připsané Swaneveltovi byly dvě lunety v sakristii římského kostela Santa Maria sopra Minerva, které jediné se dochovaly. Umělecká historička Susan Russell je toho názoru, že vlys se sedmi scénami z Josefova života podle Starého zákona ve východním křídle paláce Palazzo Pamphilj na náměstí Piazza Navona také namaloval Swanevelt. Jeden z Swaneveltových leptů z roku 1654 Zrození Adonise je možné zhlédnout v Utahu v Muzeu výtvarných umění (Museum of Fine Arts), kde je součástí stálé expozice.

## Galerie

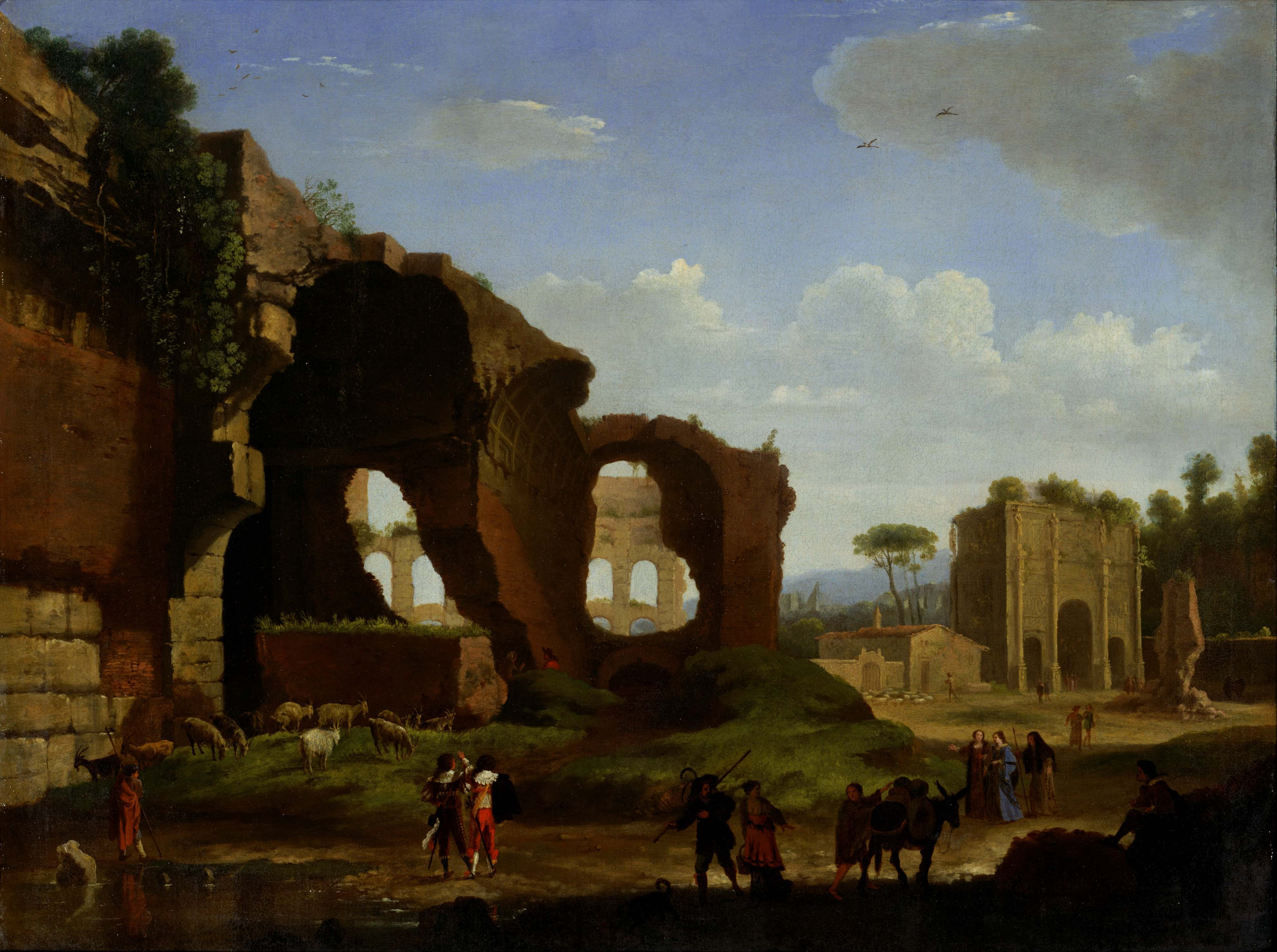
Římský pohled na ruiny chrámu Venuše s Koloseem a Konstantinovým obloukem, 1634
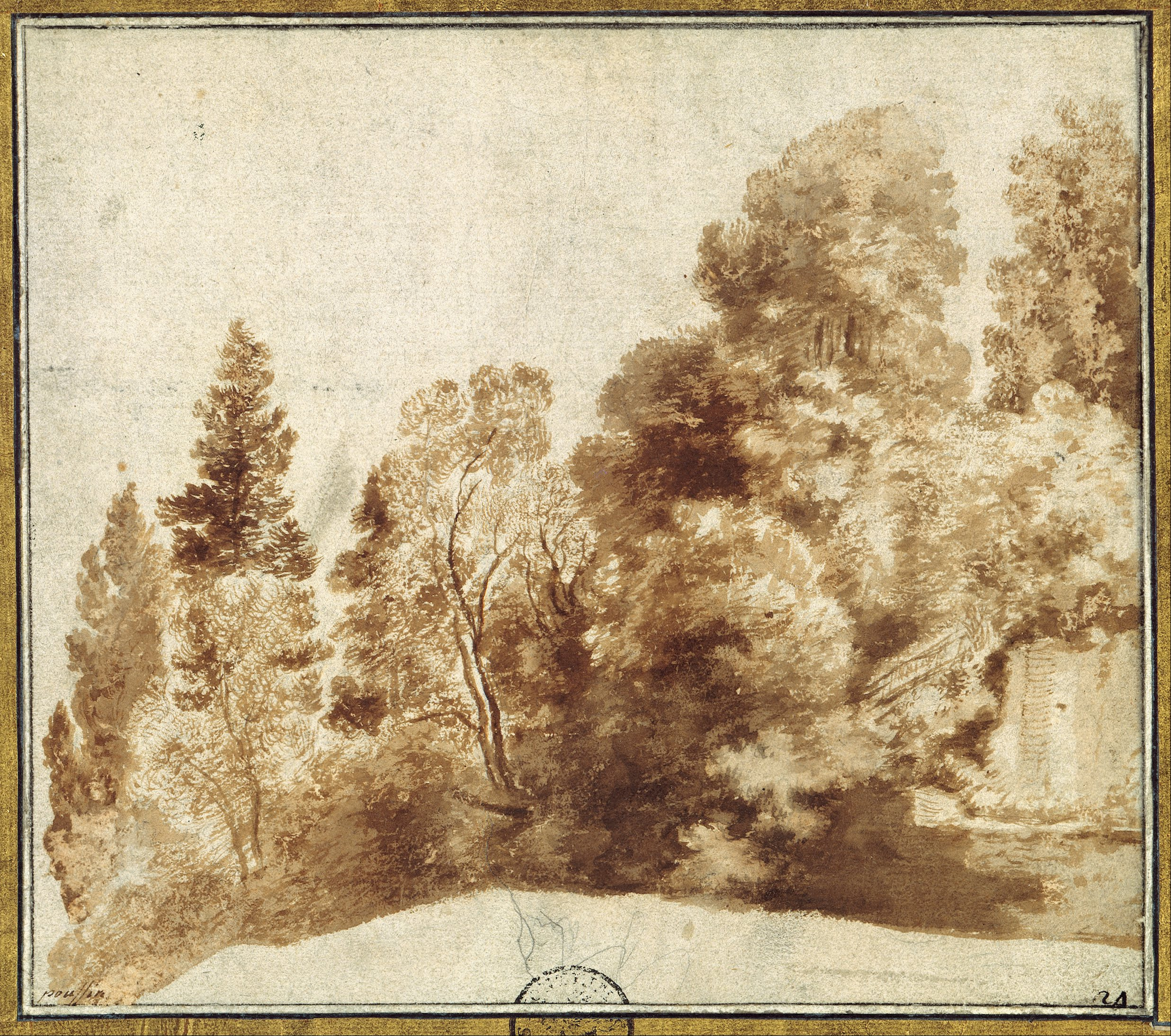
Stromořadí u zdi
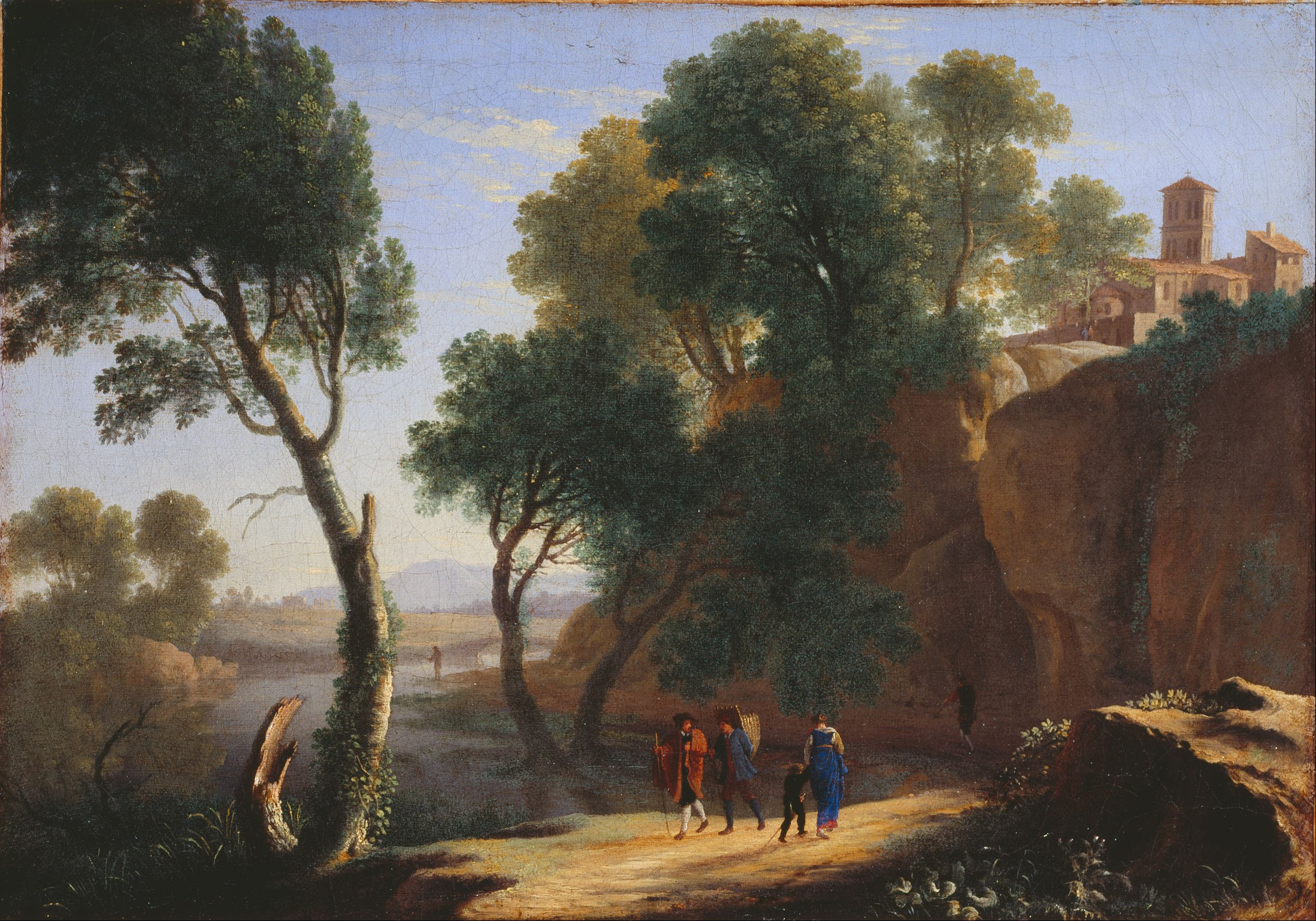
Italská krajina
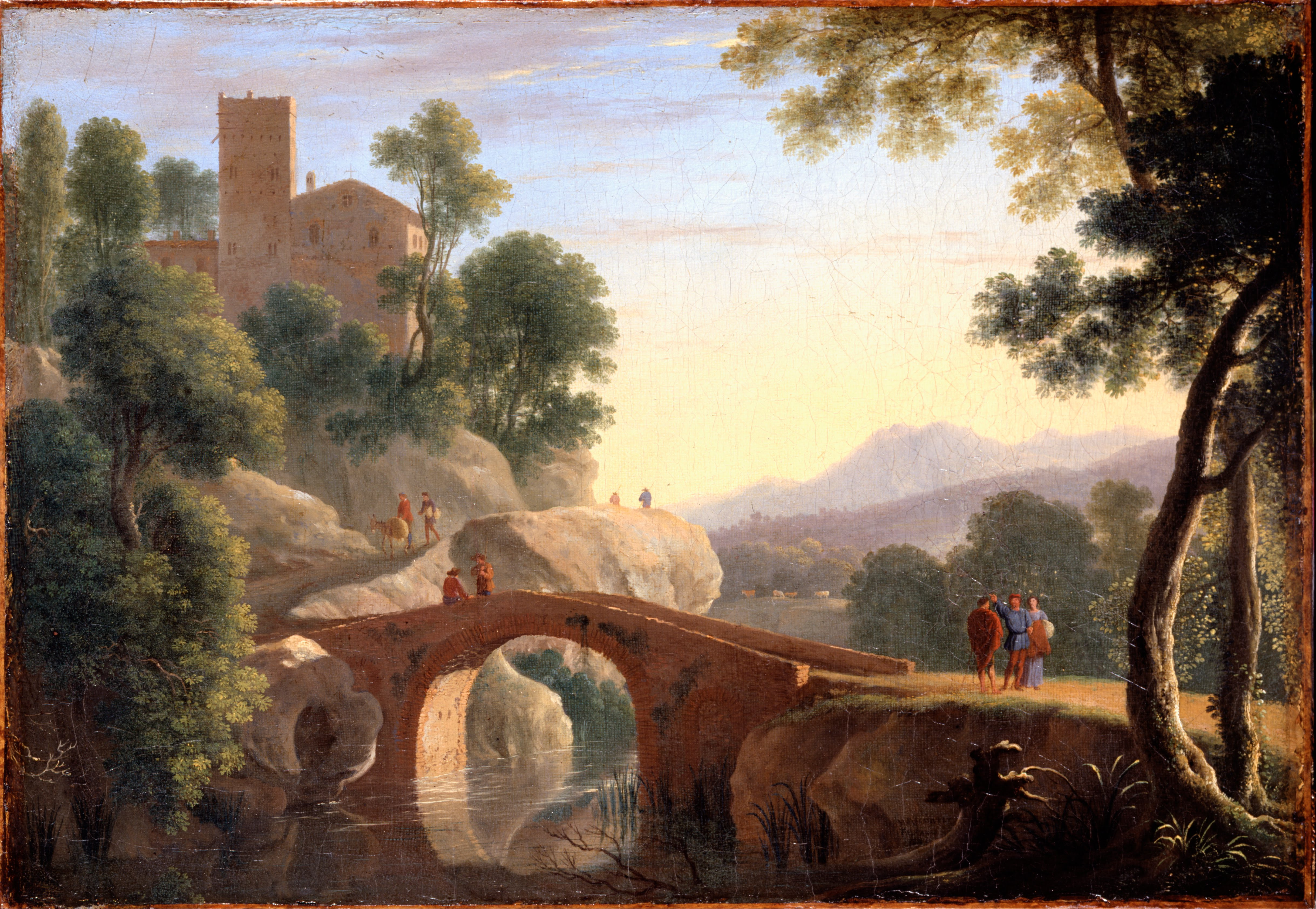
Italská krajina s mostem